# Harris Interactive
A Harris Interactive (NASDAQ:HPOL) egy New York-i székhelyű piackutatással foglalkozó cég, mely a Harris Poll közvélemény-kutatásról ismert. A Harris számtalan iparágban és területen folytatja felméréseit.
A Harris Interaktive 1975-ben jött létre Gordon S. Black Corporation néven, alapítója Gordon S. Black. 1996-ban felvásárolta a Louis Harris & Associates, majd 1997-ben Harris Black International Ltd. nevet kapott.
A Harris Poll elnevezésű piackutatás 1963 óta működik és számos témában készül. 1997-ben ennek online verzióját is elindították.